# Горес (Канзас)
Горес (англ. Horace) — місто (англ. city) в США, в окрузі Грілі штату Канзас. Населення — 102 особи (2020).

## Географія
Горес розташований за координатами 38°28′37″ пн. ш. 101°47′25″ зх. д. / 38.47694° пн. ш. 101.79028° зх. д. (38.476810, -101.790399).  За даними Бюро перепису населення США в 2010 році місто мало площу 0,65 км², уся площа — суходіл.

## Демографія
Згідно з переписом 2010 року, у місті мешкало 70 осіб у 33 домогосподарствах у складі 22 родин. Густота населення становила 108 осіб/км².  Було 47 помешкань (73/км²).
Расовий склад населення:
| - 94,3 % — білих - 2,9 % — чорних або афроамериканців |

До двох чи більше рас належало 2,9 %. Частка іспаномовних становила 5,7 % від усіх жителів.
За віковим діапазоном населення розподілялося таким чином: 22,9 % — особи молодші 18 років, 61,4 % — особи у віці 18—64 років, 15,7 % — особи у віці 65 років та старші. Медіана віку мешканця становила 46,6 року. На 100 осіб жіночої статі у місті припадало 89,2 чоловіків;  на 100 жінок у віці від 18 років та старших — 116,0 чоловіків також старших 18 років.
Медіана доходів становила 30 781 долар для чоловіків та 22 679 доларів для жінок. За межею бідності перебувало 3,3 % осіб, у тому числі 6,7 % дітей у віці до 18 років та 0,0 % осіб у віці 65 років та старших.
Цивільне працевлаштоване населення становило 81 осіб. Основні галузі зайнятості: освіта, охорона здоров'я та соціальна допомога — 30,9 %, публічна адміністрація — 21,0 %, сільське господарство, лісництво, риболовля — 19,8 %.